# Dizzy, Miss Lizzy
"Dizzy, Miss Lizzy" är en singel av Larry Williams, utgiven i mars 1958. Sången spelades in den 19 februari 1958 vid Radio Recorders i Hollywood, Los Angeles och gavs ut som A-sida till "Slow Down".

## Medverkande
- Larry Williams – sång, piano
- Jewell Grant – barytonsaxofon
- Plas Johnson – tenorsaxofon
- René Hall – gitarr
- Howard Roberts – gitarr
- Ted Brinson – basgitarr
- Earl Palmer – trummor

## Coverversioner

### The Beatles
The Beatles spelade in sin version av "Dizzy, Miss Lissy"  den 10 maj 1965 vid EMI Recording Studios (nuvarande Abbey Road Studios) i London efter en förfrågan från Capitol Records (gruppens skivbolag i USA) om nytt material. Samma dag spelade man även in en annan coverversion, "Bad Boy", som även den ursprungligen är av Larry Williams. "Dizzy Miss Lizzy" släpptes den 6 augusti 1965 på gruppens femte studioalbum Help!, och i USA den 14 juni 1965 på albumet Beatles VI. I Sverige gavs "Dizzy Miss Lizzy" ut både på albumet Help! den 6 augusti 1965 samt den 18 oktober samma år på singel med "Yesterday" på A-sida. Tillsammans med "Act Naturally" är "Dizzy Miss Lizzy" de sista coversångerna som förekommer på ett studioalbum av The Beatles, bortsett från sången "Maggie Mae" på albumet Let It Be från 1970.
Den 30 augusti 1965 framförde The Beatles sången vid en konsert vid utomhusscenen Hollywood Bowl i Los Angeles som senare kom med på livealbumet The Beatles at the Hollywood Bowl från 1977. John Lennon tillsammans med Plastic Ono Band framförde även sången vid Toronto Rock and Roll Revival-festivalen i Toronto, Kanada den 13 september 1969 som senare släpptes på livealbumet Live Peace in Toronto 1969 samma år.

#### Medverkande
- John Lennon – sång, kompgitarr
- Paul McCartney – basgitarr, elpiano
- George Harrison – dubblerad sologitarr
- Ringo Starr – trummor, koskälla

Medverkande enligt webbplatsen The Beatles Bible.